# Ginoles
Ginoles – miejscowość i gmina we Francji, w regionie Oksytania, w departamencie Aude.
Według danych na rok 1990 gminę zamieszkiwało 357 osób, a gęstość zaludnienia wynosiła 58 osób/km² (wśród 1545 gmin Langwedocji-Roussillon Ginoles plasuje się na 590. miejscu pod względem liczby ludności, natomiast pod względem powierzchni na miejscu 956.).